# کریستین لارا (بازیکن فوتبال)
کریستین لارا (اسپانیایی: Christian Lara‎؛ زادهٔ ۲۷ آوریل ۱۹۸۰) یک بازیکن فوتبال اهل اکوادور است.

## تیم ملی
وی همچنین در تیم ملی فوتبال اکوادور بازی کرده است.